# Владайско въстание
Владайското въстание, познато също като Войнишкото въстание, е въоръжен бунт на дезорганизирани формирования от българската армия, дезертирали след поражението при Добро поле и напредващи към София през септември 1918 г.

## Наименование
Терминът „войнишко въстание“ е възприет и използван в историографията по време на социализма и отчасти след това. След 1989 година този термин е подложен на съмнение, като някои историци определят действията на разбунтувалите се войници като „опит за държавен преврат, за насилствено изменение на съществуващия конституционен строй“.

## Ход на въстанието
На 14 септември Антантата започва настъпление на Южния фронт. На 18 септември след кръвопролитни боеве фронтът е пробит и в българската отбрана зейва пролука от стотина километра. Претърпелите поражение войски при Добро поле отстъпват към старите предели на България.
Недоволството на войниците е голямо. На 24 – 25 септември част от тях образуват първите бунтовнически отряди. Сред тях се заражда идеята за поход към София с цел да се свали правителството и да се накажат виновниците за войната. На 24 септември бунтовнически отряд достига Кюстендил и арестува офицерите от установената в града главна квартира на Действащата армия. На път за Радомир се събират около 4000 – 5000 метежници. Цар Фердинанд и правителството търсят изход от създаденото положение.
На 25 септември водачите на Българския земеделски народен съюз Райко Даскалов и Александър Стамболийски са освободени от затвора. На следващия ден заминават за Радомир, заедно с военния министър генерал Сава Савов и социалиста Никола Сакаров, за да се опитат да разрешат конфликта с мирни средства. Идеята е да се използва тяхната популярност сред войниците, за да се спре отстъплението и фронтът да се стабилизира. Даскалов обаче решава да оглави тяхното въстание. След известно колебание променя своята линия на поведение и Стамболийски. На 27 септември пред ликуващите войници е обявено, че монархията е свалена и България става република (т.нар. Радомирска република). За председател на временното ѝ правителство въстаниците провъзгласяват Стамболийски, а за главнокомандващ – Даскалов. Въстаническото ръководство бързо и трескаво подготвя настъплението срещу София. Неговите основни сили се придвижват по шосето от Радомир през Перник за село Владая.
По същото време правителството организира своите сили за съпротива. Към 25 септември разполага в София с 11 пехотни роти с 12 картечници, 2 батареи с 6 оръдия и 1,5 конни ескадрона, повечето от тях от юнкери от Военното училище. През следващите дни пристигат подкрепления, сред които части на 217-а германска дивизия, прехвърлени от Крим – 4 роти и артилерийска батарея. Частите са разположени между склоновете на Витоша при с. Княжево и района на кв. Захарна фабрика.
На 26 септември генерал Савов обещава да предостави на отстъпващите части влакове, които да ги извозят до вътрешността на страната. На следващия ден няколко влака и отделни придвижващи се пеш групи са обезоръжени край София и освободени, но на 28 септември събитията придобиват драматичен характер. Насочилите се към София около 10 000 въстаници атакуват правителствените сили по линията Княжево – Горна Баня – Бояна, но срещат сериозен отпор. По железопътната линия при Захарна фабрика пристига влак с отстъпващи войници. Офицерите, командващи разположените там юнкери, правят опит да започнат преговори, но междувременно от влака откриват огън. Малко след началото на започналата престрелка влакът е подложен на обстрел от разположените по склоновете на Витоша и в Лагера артилерийски батареи. Това довежда до голям брой убити и ранени, след което войниците от влака се предават. Следващите пристигнали влакове са обезоръжени без инциденти.
На следващия ден Даскалов иска ултимативно до 6 часа да му бъде предадена властта в България. На 29 септември, след изтичане на дадения срок, въстаниците в 3 колони настъпват към столицата. Средната колона, в която се придвижва Даскалов, с бой превзема село Княжево. Лявата колона се спуска през билото на Люлин, отхвърля прикриващите правителствени войски при Горна баня. Към 17 часа бунтовниците от дясната колона обхождат Боянския редут и го атакуват от всички страни с удар на нож. Привечер настъплението е спряно.
Забавянето дава възможност на правителствените части да се организират и подготвят. Рано сутринта на 30 септември преминават в контранастъпление. Тяхното превъзходство в артилерия и картечници се оказва решаващо. Въстаналите войници са разгромени. На 2 октомври е превзет Радомир, с което бунтът е окончателно потушен.
Общият брой на жертвите сред бунтовниците е около 400 души, а от страна на правителствените части – 30 убити и 98 ранени.

## Памет
В Западен парк е издигнат паметник „Войнишко въстание“, обозначаващ място на масов гроб от 1918 година.
При западния край на Княжево (днес квартал на столицата) са изградени 2 паметника за въстанието: статуя срещу бившето ханче „Черния кос“ (до пътя за Перник през Владая), изобразяваща въстаник с пушка с лице към София, и друга в местността Кърлежа (на 500 метра северно-североизточно над „Черния кос“).
Паметна плоча е поставена в парк „Овча купел“. Надписът върху нея гласи: „Слава на борците за народна свобода, загинали тук през дните на Владайските събития – 1918 година“.
Паметна плоча на Войнишкото въстание е поставена и на фасадата на столичната железопътната гара на Горна баня.
На Войнишкото въстание е наречена улица във вилна зона „Горна баня“ в София (Карта).